# Hara Kenya
Hara Kenya (原研哉 (Nguyên Nghiên Tai) Hara Kenya) (sinh năm 1958) là một nhà thiết kế đồ hoạ và nhà quản lý người Nhật Bản. Ông hiện là giảm đốc đại diện của Nippon Design Center và là giáo sư của Đại học Mỹ thuật Musashino.

## Những năm đầu đời và sự nghiệp
Hara Kenya sinh năm 1958 tại thành phố Okayama. Ông tốt nghiệp Đại học Mỹ thuật Musashino vào năm 1983 và gia nhập Nippon Design Center vào cùng năm.
Hara đã trở thành một thành viên của hội đồng tư vấn của Muji từ năm 2001, và đảm nhiệm chức vụ giám đốc nghệ thuật. Ông đã đảm nhận vai trò thiết kế chương trình khai mạc và bế mạc của Thế vận hội mùa đông Nagano 1998. Ông cho xuất bản cuốn sách Designing Design, trong đó ông trong đó ông làm rõ về tầm quan trọng của "hư không" (emptiness) trong cả truyền thống thị giác và triết học của Nhật Bản, và ứng dụng của nó trong thiết kế. Năm 2008, Hara hợp tác với nhãn hiệu thời trang Kenzo cho việc ra mắt loại nước hoa nam giới của mình, Kenzo Power.

## Các triển lãm
Hara Kenya là một nhân vật hàng đầu trong giới thiết kế tại Nhật Bản, ông nhấn mạnh thiết kế ở cả các đối tượng và trải nghiệm. Năm 2000, Hara đã có triển lãm riêng của mình, "Re-Design: The Daily Products of the 21st Century". Trong triển lãm này, ông thể hiện thành công sự thật rằng, nguồn lực của các thiết kế đáng kinh ngạc được tìm thấy trong bối cảnh rất bình thường và giản dị.
Năm 2004, ông lên kế hoạch và đạo diễn triển lãm "HAPTIC - Awakening the Senses", tiết lộ với khán giả rằng nguồn lực lớn của thiết kế là bất động trong các giác quan của con người.
Trong năm 2007 và 2009, ông đã sản xuất hai cuộc triển lãm mang tên "TOKYO FIBER -- SENSEWARE" ở Paris, Milan và Tokyo, và từ năm 2008 đến năm 2009, triển lãm "JAPAN CAR" tại Paris và tại Bảo tàng Khoa học ở London. Điểm mà Hara tập trung trong các loại triển lãm này là hình dung và phổ biến rộng rãi các tiềm năng của ngành công nghiệp.
Bán kính hoạt động của ông cũng đã được mở rộng với phần còn lại của châu Á, bao gồm chuỗi triển lãm "DESIGNING DESIGN - Kenya Hara 2011 China Exhibition" bắt đầu ở Bắc Kinh vào năm 2011.

## Sách
Một số cuốn sách của Hara Kenya, bao gồm Designing Design và White, đã được dịch sang một số ngôn ngữ, bao gồm cả các ngôn ngữ châu Á khác.
- 『ポスターを盗んでください』 (PLEASE STEAL THIS POSTER)（Shinchosha, 1995）
- 『マカロニの穴のなぞ』 (THE RIDDLE OF THE MACARONI HOLE)（Asahi Shimbun, 2001）

Phiên bản paperback tái bản: 『デザインのめざめ』(Awakening of Design) (Kawade Shobo Shinsha, 2014)
- 『原研哉』 (Hara Kenya)（ギンザ・グラフィック・ギャラリ (Ginza Graphic Gallery)ー〈ggg Books〉, 2002）
- 『デザインのデザイン』 (DESIGN OF DESIGN)（Iwanami Shoten, 2003）
- 『FILING─混沌のマネージメント』 (FILINGーChaotic Management Bilingual) （Sendenkaigi, 2005）
- 『TOKYO FIBER'07 SENSEWARE』（Asahi Shimbun, 2007）
- 『デザインのデザイン Special Edition』 (DESIGN OF DESIGN Special Edition)（Iwanami Shoten, 2007）
- 『白』 (WHITE)（Chuokoron-Shinsha, 2008）
- 『ポスターを盗んでください +3』 (PLEASE STEAL THIS POSTER +3)（Heibonsha, 2009）
- 『日本のデザイン - 美意識がつくる未来』 (Japanese Design - Aesthetics Make Future)（Iwanami Shoten <Iwanami Shinsho>, 2011）

### Đồng tác giả
- 『HAPTIC ─五感の覚醒』 (HAPTICーAwakening the Senses) Takeo-hen, Nippon Design Center và Hara Design Institute tổ chức, River Net, Maggie Kinsey Holy, dịch bởi Naitō Yukiko（Asahi Shimbun, 2004）
- JAPAN CAR—Designs for the Crowded Globe, Design for a saturated world, Design Platform Japan cùng Ban Sigeru, Asahi Shimbun Publishing tháng 7 năm 2009
- 『RE DESIGN─日常の21世紀』 (RE-DESIGNーThe Daily Products of the 21st Century)（đồng tác giả, Asahi Shimbun）